# Avenida Woodward
M-1, comúnmente conocida como Avenida Woodward, es una carretera troncal norte-sur en el área metropolitana de Detroit, la ciudad más poblada del estado de Míchigan (Estados Unidos). Llamada "Main Street de Detroit", va desde Detroit hasta Pontiac, en el noroeste. Es una de las cinco avenidas principales de la ciudad, junto con las avenidas Míchigan, Grand River, Gratiot y Jefferson. Estas calles fueron planificadas en 1805 por el juez Augustus B. Woodward, homónimo de Avenida Woodward. La Administración Federal de Carreteras (FHWA, por sus siglas en inglés) ha incluido la carretera como un Automotive Heritage Trail, una carretera totalmente estadounidense en el Programa Nacional de Autopistas Escénicas. El Departamento de Transporte de Míchigan (MDOT) también la designó como Pure Michigan Byway, y también se incluyó en el MotorCities National Heritage Area designada por el Congreso de Estados Unidos en 1998.
La línea troncal es la línea divisoria entre los lados este y oeste de Detroit, y se conecta a algunas de las principales autopistas de la ciudad como la Interestatal 94 (I-94, Edsel Ford Freeway) y M-8 (Davison Freeway). La avenida Woodward sale de Detroit en M-102 (8 Mile Road) y atraviesa los suburbios del norte de la ciudad en el condado de Oakland en su camino a Pontiac. En el medio, la avenida Woodward atraviesa varios distritos históricos de Detroit y brinda acceso a muchas empresas de la zona. El nombre Avenida Woodward se ha convertido en sinónimo de Detroit y la industria automotriz.
La avenida Woodward se creó tras el incendio de Detroit de 1805. Sigue el Saginaw Trail, un sendero indio que unía Detroit con Pontiac, Flint y Saginaw, y se conectaba con el sendero Mackinaw, que corría hacia el norte hasta el estrecho de Mackinac en la punta de la península inferior de Míchigan. En la era de los caminos para automóviles, la avenida Woodward era parte de la autopista internacional Theodore Roosevelt que conectaba Portland, en el estado de Maine, con Portland, en el de Oregón, a través de Ontario en Canadá. También formaba parte de la autopista Dixie, que conectaba Míchigan con Florida. La avenida Woodward fue la ubicación de los primeros 1,6 km de calzada pavimentada con concreto en el país. Cuando Míchigan creó el Sistema Estatal de Carreteras Troncales en 1913, se incluyó la carretera, numerada como parte de la M-10 en 1919. Tras la creación del Sistema de Carreteras Numeradas de Estados Unidos, fue parte de la US Highway 10. Desde 1970, lleva la designación M-1. La calzada llevó líneas de tranvía desde la década de 1860 hasta la de 1950. En 2017 se inauguró una nueva línea de conocida como QLine

## Descripción
Como otras carreteras estatales en Míchigan, MDOT mantiene la sección de la avenida Woodward designada como M-1. En 2011, las encuestas de tráfico del departamento mostraron que, en promedio, 64 713 vehículos la usaban a diario al norte de 11 Mile Road y 17 345 en Highland Park, los conteos más altos y más bajos a lo largo de la carretera, respectivamente. Toda la M-1 al norte de la I-75 está incluida en el Sistema Nacional de Carreteras, una red de carreteras importante para la economía, la defensa y la movilidad del país. Además de las secciones de la avenida Woodward en Pontiac que forman parte de Business Loop I-75 (BL I-75) y Business US 24 (US 24), toda la M-1 es un Pure Michigan Byway y una National Scenic Byway. Se considera que la avenida Woodward es el divisor entre los lados este y oeste de Detroit.

### Detroit y Highland Park

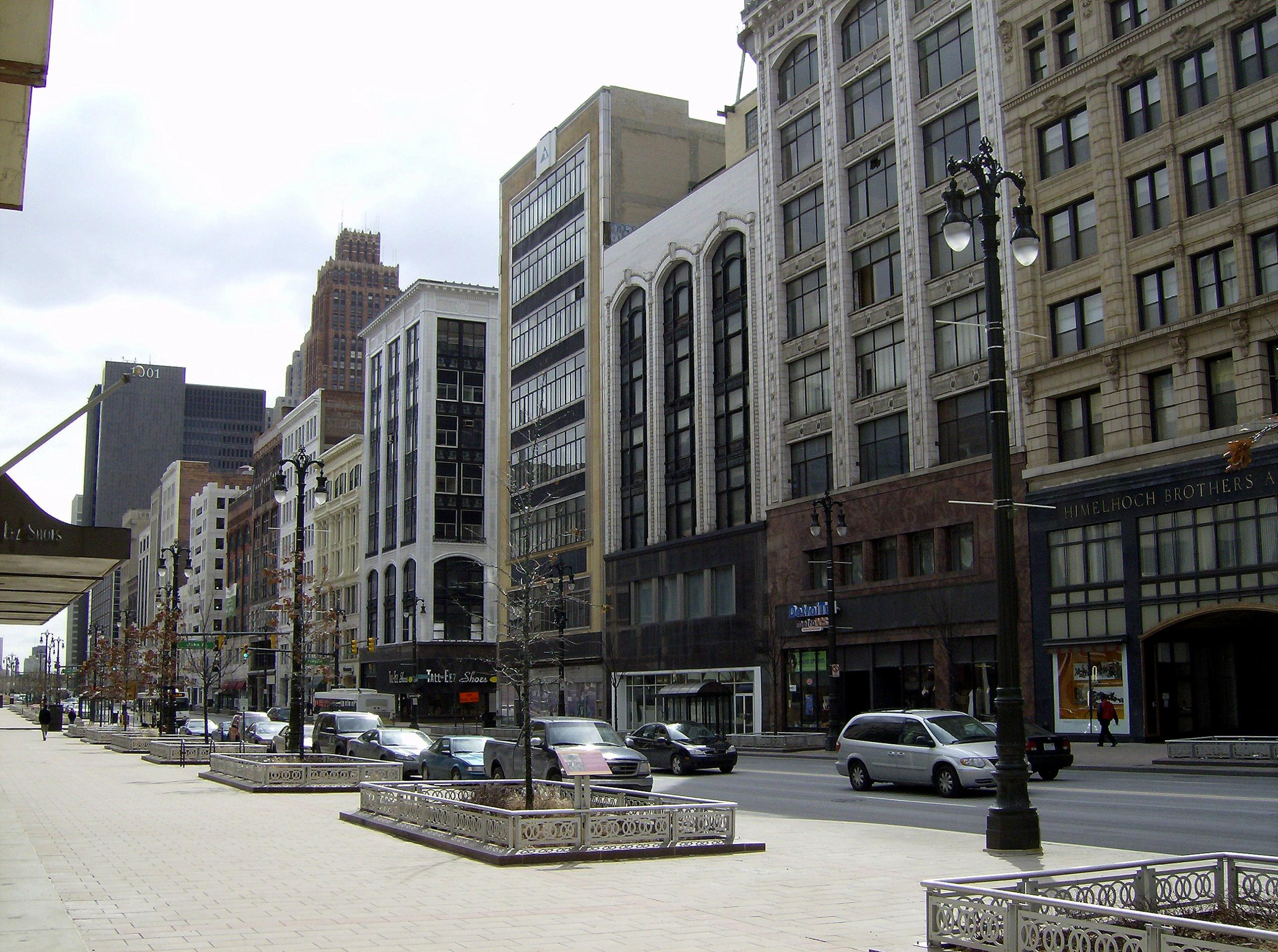
Merchant's Row en el Distrito Histórico de Lower Woodward Avenue, entre Grand Circus Park y Campus Martius Park

La avenida Woodward comienza en una intersección con Jefferson Avenue junto a Hart Plaza a unos 228,6 metros del río Detroit. La plaza se considera el lugar de nacimiento de Ford Motor Company, y se encuentra cerca de Cobo Center y Renaissance Center, sede de General Motors (GM). La avenida Woodward corre de norte a noroeste alejándose del río a través de Downtown Detroit y el Distrito Financiero. En el camino, pasa por varios sitios importantes e históricos, incluidos edificios notables como One Woodward Avenue, Guardian Building y The Qube. Woodward también pasa por The Spirit of Detroit, una estatua utilizada para simbolizar la ciudad.
Más al norte, la avenida Woodward rodea el Campus Martius Park y entra en el distrito histórico de Lower Woodward Avenue, de corte residencial, comercial y minorista que figura en el Registro Nacional de Lugares Históricos (NRHP). Después de ese distrito histórico, la avenida atraviesa el centro del Grand Circus Park; el borde norte del parque está delimitado por Adams Avenue, donde comienza el mantenimiento estatal.
Al norte de Adams Avenue, la avenida Woodward es una línea troncal estatal designada M-1. La carretera cruza al oeste de Comerica Park y Ford Field, el campo de los Detroit Tigers de la Major League Baseball y de los Detroit Lions de la National Football League, respectivamente. Woodward pasa el histórico Fox Theatre antes de cruzar la I-75 (Fisher Freeway) sin un cruce. El acceso entre las dos carreteras se realiza a través de las unidades de servicio que conectan con los intercambiadores adyacentes. Al norte de la autopista, la M-1 pasa por Little Caesars Arena, sede de los Detroit Red Wings de la National Hockey League y los Detroit Pistons de la National Basketball Association. Con seis carriles, atraviesa áreas residenciales y comerciales mixtas de Midtown, incluido el Distrito Histórico Midtown Woodward, que también figura en el NRHP. Al sur de la I-94, Woodward atraviesa el Distrito Histórico del Centro Cultural, que incluye el campus de la Universidad Estatal Wayne, la Biblioteca Pública de Detroit y el Instituto de Artes de Detroit; el instituto y el cercano Museo Histórico de Detroit exhiben la historia automotriz de la ciudad.

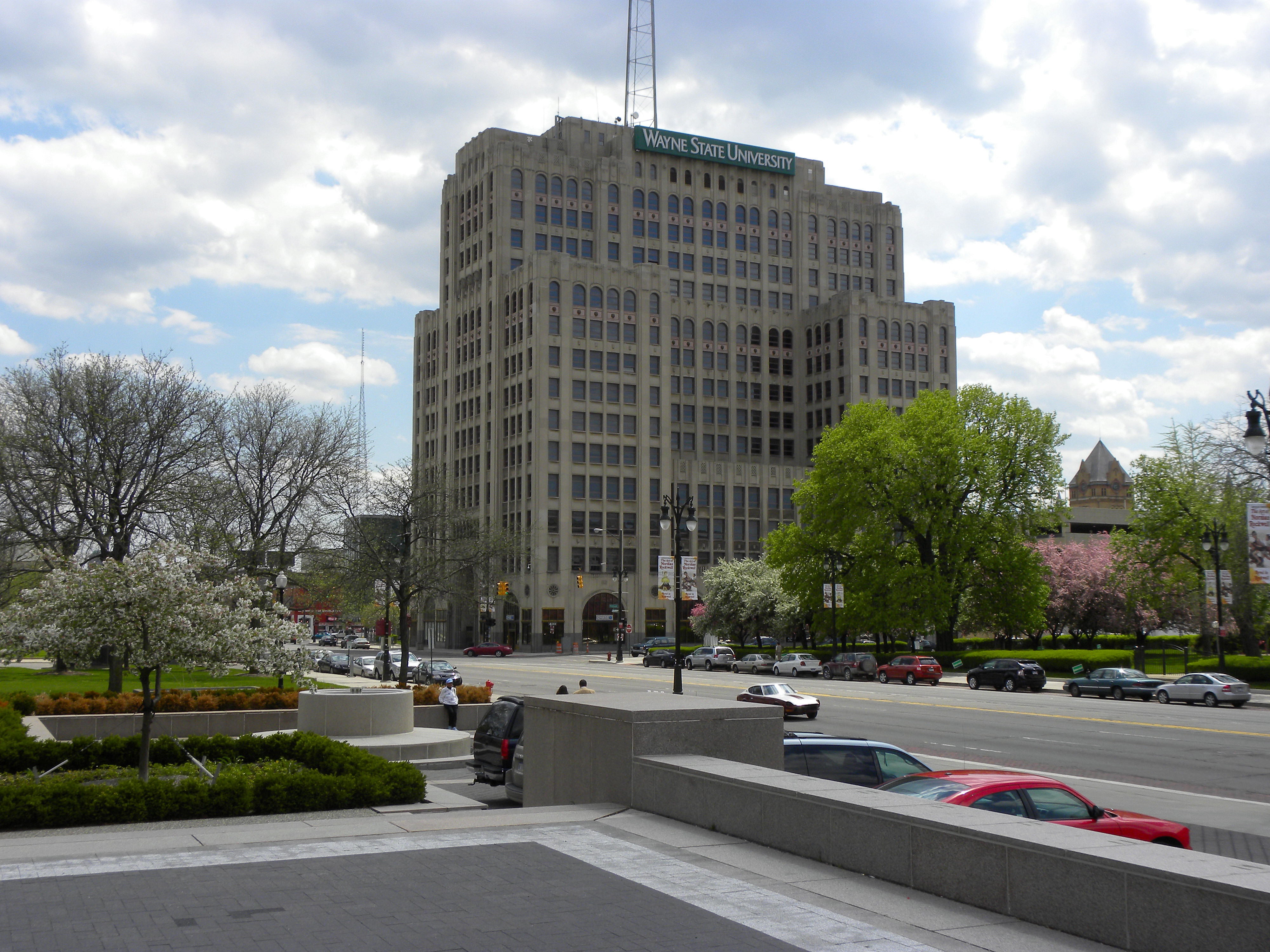
El Maccabees Building en la Universidad Estatal Wayne adyacente a la avenida Woodward en Detroit

Al norte de la I-94, Woodward pasa por el New Center, en donde se encuentra Cadillac Place, la antigua sede de GM. Los vecindarios a ambos lados de la transición de la carretera en la composición al norte de New Center; esta área es principalmente de naturaleza residencial. Entre las intersecciones con la calle Webb Street/Woodland y con la calle Tuxedo Street/Tennyson, la avenida Woodward sale de Detroit por primera vez y cruza hacia Highland Park, un enclave dentro de Detroit.
Dentro de Highland Park, la M-1 se cruza con la M-8, la autopista Davison Freeway. Woodward pasa sobre Davison, que fue la primera autopista urbana deprimida en Estados Unidos, en un intercambio al sur del distrito comercial del centro de Highland Park. M-1 cruza ese distrito y transita junto a la histórica planta Ford de Highland Park, sede de la línea de ensamblaje en movimiento original utilizada para producir el Ford T; abrió en 1910, la línea de ensamblaje de la planta redujo el tiempo necesario para construir un automóvil de 12 horas hasta 93 minutos y permitió a Ford satisfacer la demanda del automóvil.
La M-1 vuelve a cruzar a Detroit en la intersección con McNichols Road; la última calle ocupa a Milla 6 (6 Mile) según el sistema de medición de Detroit. Al norte de esta intersección, la avenida Woodward se ensancha en un bulevar, una calle dividida con una mediana. Entre McNichols y 7 Mile Road, la avenida Woodward viaja al este del Detroit Golf Club en el área de Palmer Park.
Al norte de 7 Mile la carretera corre hacia el oeste del Michigan State Fair y hacia el este del Distrito Histórico de Palmer Woods. El borde norte del recinto ferial se encuentra en la M-102 (8 Mile Road), que también es donde la avenida Woodward sale de Detroit por segunda vez; los dos bulevares se cruzan en un gran intercambio.

### Condado de Oakland

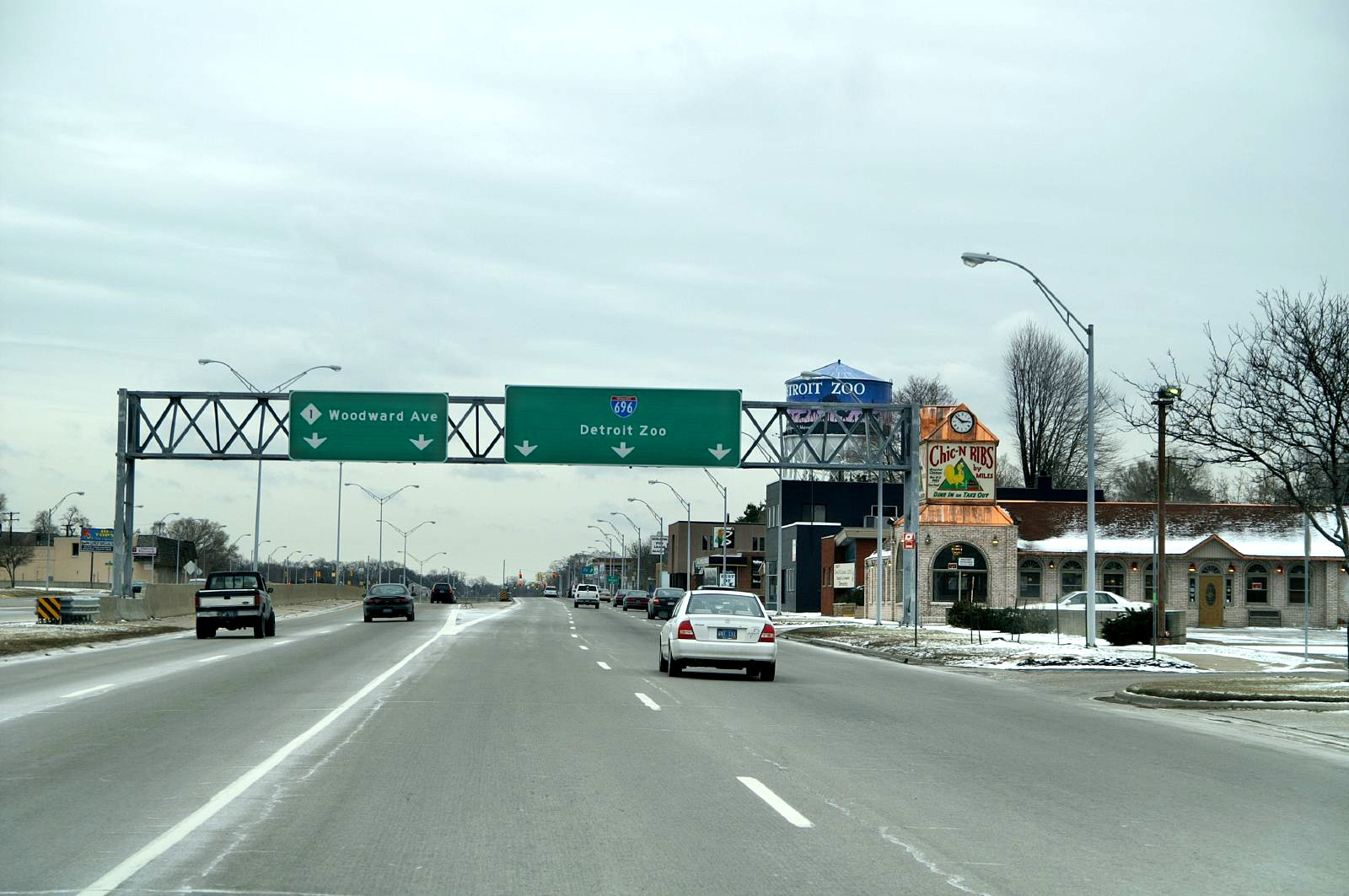
M-1 en dirección sur acercándose a la I-696

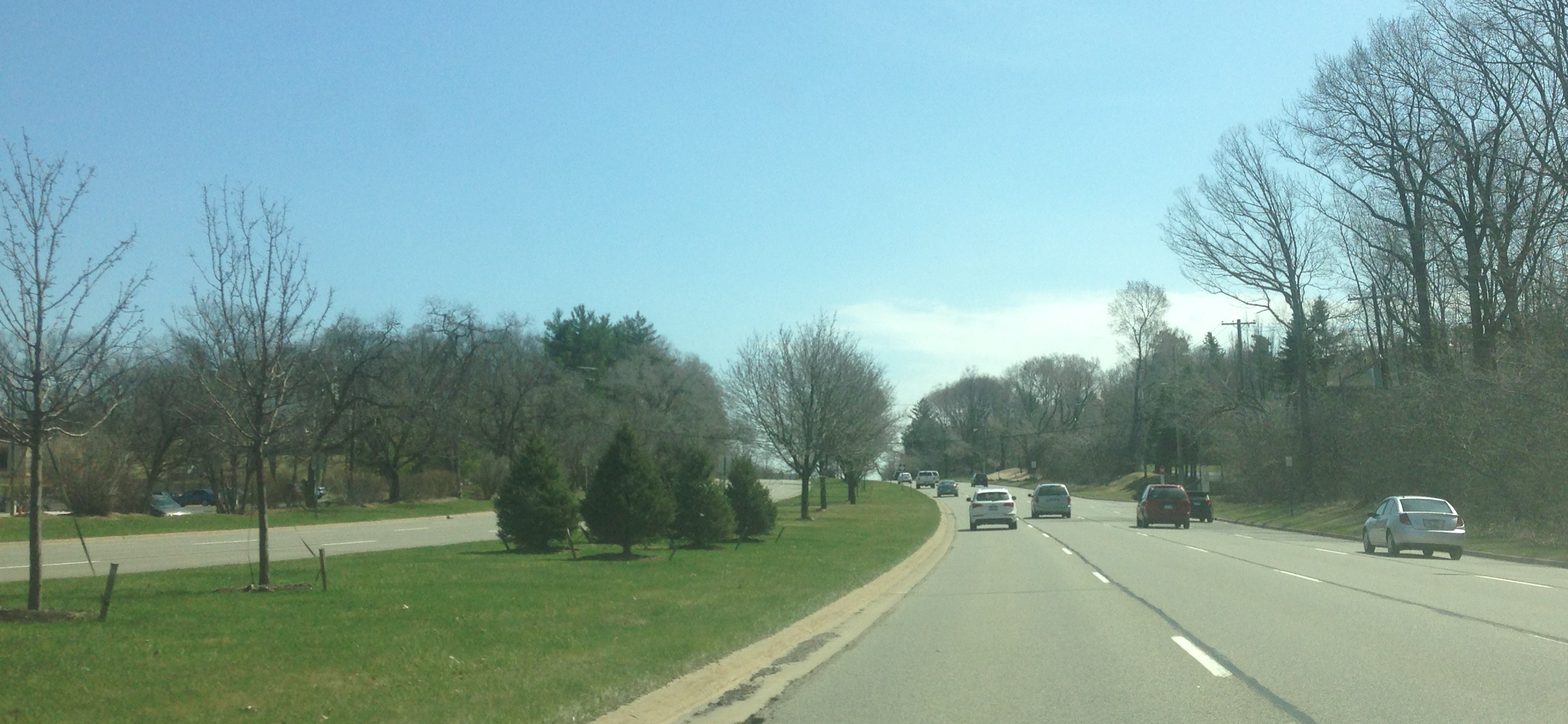
Mirando hacia el sur a lo largo de la M-1 en Bloomfield Hills

Al cruzar la frontera hacia el suburbio de Ferndale en el condado de Oakland, la carretera atraviesa vecindarios residenciales pero está bordeada de negocios adyacentes. La intersección con 9 Mile Road marca el centro de la ciudad del suburbio. Más al norte en Pleasant Ridge, el camino norte-noroeste de la avenida Woodward cambia a medida que la carretera gira hacia el noroeste. Después de la curva, la M-1 se encuentra con la I-696 (Reuther Freeway); inmediatamente al norte de este intercambio en Huntington Woods se encuentra el zoológico de Detroit. Al norte de 11 Mile Road, la avenida Woodward forma la frontera entre Berkley al oeste y Royal Oak al este. La carretera pasa por el cementerio de Roseland Park al norte de 12 Mile Road antes de cruzar completamente hacia Royal Oak. Cerca de 13 Mile Road, la línea troncal pasa por un distrito comercial anclado por un centro comercial y el Hospital Beaumont. Al norte de 14 Mile Road en Birmingham, M-1 y la avenida Woodward sale de la ruta original, que se llama Old Woodward Avenue (antigua avenida Woodward), y corre hacia el este para evitar el área del centro de ese suburbio. La carretera cruza el río Rouge y vuelve a su ruta original al norte de Maple Road 5 Mile.

## Relevancia cultural

### Designaciones históricas y escénicas
Muchos sitios históricos se encuentran a lo largo de la avenida Woodward, que se incluyó en el Área de Patrimonio Nacional de MotorCities cuando se creó el 6 de noviembre de 1998. La carretera fue designada como lo que ahora se llama Pure Michigan Byway por MDOT en 1999, y National Scenic Byway por el Programa de National Scenic Byway de la Administración Federal de Carreteras el 13 de junio de 2002, la única carretera urbana en ese momento con ese clasificación. Posteriormente se actualizó al estado All-American Road el 16 de octubre de 2009; estos caminos tienen características muy singulares y son lo suficientemente importantes como para ser destinos turísticos en sí mismos. Al anunciar el estatus de desvío en 2002, Norman Mineta, entonces secretario de Transporte de Estados Unidos, dijo que "la avenida Woodward puso al mundo sobre ruedas y la herencia automovilística de Estados Unidos está representada a lo largo de este corredor".
La Woodward Avenue Action Association (WA3), la agencia local que actúa como mayordomos y defensores de las designaciones All-American Road y Pure Michigan Byway, así como los sitios históricos adyacentes, obtuvo una subvención de 45.000 dólares de la FHWA en 2011 para instalar un juego de 50 señales de tráfico personalizadas a lo largo de la M-1 entre Detroit y Pontiac. WA3 vende réplicas de estos letreros para desalentar el robo. Las ganancias también se están utilizando junto con el dinero de la ropa y otras mercancías para apoyar el Fondo de Embellecimiento de la avenida Woodward, una dotación especial creada en 2010 para ayudar a los 11 comunidades a lo largo de la carretera con mantenimiento y para sufragar los costos asociados con eventos especiales en la avenida.
Además de la señalización personalizada, WA3 ha recibido una subvención de la FHWA para erigir una serie de "tributos" iluminados: pilares iluminados con energía solar que contienen obras de arte relacionadas con la calzada. Las esculturas de vidrio y concreto de 150.000 dólares se están colocando en la mediana a lo largo de la avenida Woodward para servir como puntos de referencia a lo largo de la ruta de la carretera y para marcarla para los turistas. Se planea un total de 10 a 12 instalaciones a lo largo de la carretera en los condados de Wayne y Oakland. El proyecto de arte recibió un premio National Scenic Byway Award en 2011 por la categoría de interpretación de Byways.

### Religión, entretenimiento y automóviles

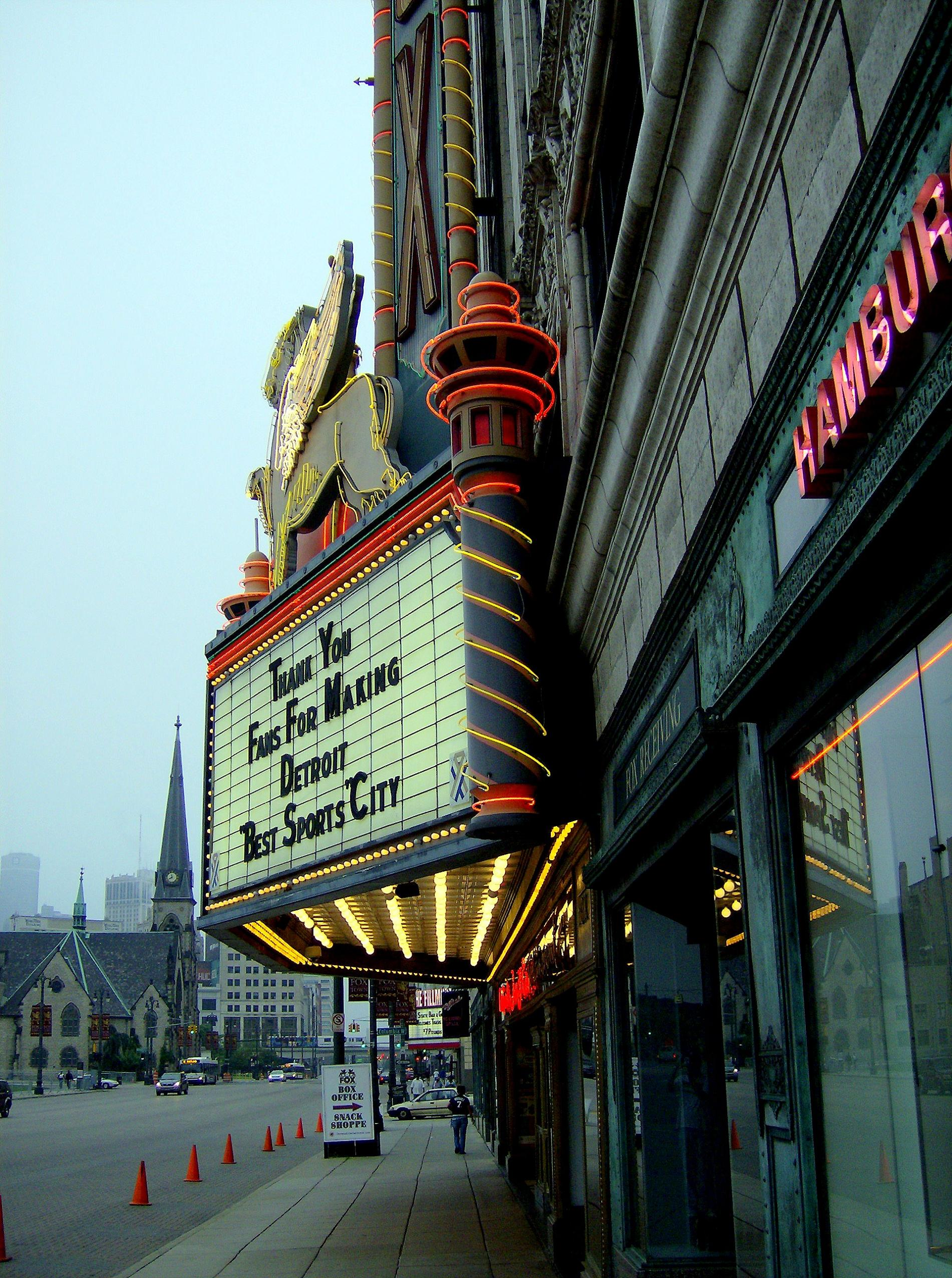
Marquesina del Fox Theatre con la Iglesia Metodista Central Unida al fondo

La zona alrededor de Woodward fue apodada durante un tiempo Piety Hill. Hay 22 iglesias en el NRHP a lo largo de la calle en Detroit y Highland Park. Según The Detroit News, los sonidos de las campanas de las iglesias y los cascos de los caballos eran algunos de los sonidos más característicos de los domingos a lo largo de la avenida Woodward a principios del siglo XX. A partir de las décadas de 1910 y 1920, empezaron a fundarse en esta calle algunos clubes de jazz, con lo cual se inició un período de transición. Durante la década de 1940, los ministros presionaron para que se promulgara una ley que evitara la emisión de licencias adicionales de licor en su vecindario; la ley fue revocada posteriormente en 1950. Los clubes nocturnos a lo largo de Woodward albergaron una floreciente escena musical en los primeros días del rock 'n roll, y el área también tenía muchos bares y espectáculos burlescos hasta la década de 1970. Un periodista local calificó la mezcla de iglesias, clubes y bares a lo largo de la avenida Woodward como "un equilibrio precario entre lo sagrado y lo profano".
Además de los clubes de música, muchos de los otros lugares de entretenimiento importantes de Detroit se encuentran en Woodward o cerca de Woodward en el centro de Detroit, incluido el Teatro Fox, el Teatro Majestic y el resto del distrito de teatros, el segundo más grande del país. Durante la Segunda Guerra Mundial, el área también albergaba salas de cine y boleras abiertas las 24 horas. Los toques de queda al otro lado del río en Windsor (Canadá) significaron que muchos clientes durante los años de guerra eran canadienses. Frecuentaban los establecimientos junto con los estadounidenses, muchos de los cuales trabajaban en las fábricas de la zona de Detroit. El distrito de los teatros ha experimentado un renacimiento después de renovaciones y mejoras durante las décadas de 1980 y 1990, llevaron a un resurgimiento de las artes escénicas en la ciudad. En 2002, el Fox Theatre vendió más que el Radio City Music Hall de Manhattan, ganando el "No. 1 teatro en América del Norte ", título de Pollstar, una revista de comercio de la industria, y el distrito es considerado el segundo más grande del país. Se ha creado un distrito de deportes y entretenimiento adyacente cerca de la avenida Woodward en el siglo XXI. El "Distrito Detroit", como se le llama, incluye Comerica Park (2000), Ford Field (2002) y Little Caesars Arena (2017), que son las sedes de los cuatro equipos deportivos profesionales de Detroit. El distrito es la colección más compacta de cualquier ciudad estadounidense, según Patrick Rishe, director del Programa de Negocios Deportivos de la Universidad Washington en San Luis.
El vínculo de la avenida Woodward con la cultura automovilística de Detroit se remonta a principios del siglo XX. Alrededor de 100 empresas de automóviles se fundaron a lo largo de la calzada. Henry Ford desarrolló y produjo por primera vez el Modelo T en 1907–08 en su Planta de Piquette Avenue, al este de la avenida Woodward. Los primeros 12.000 Modelos T se construyeron allí, antes de que Ford trasladara la producción de sus automóviles a la planta de Highland Park adyacente a la avenida Woodward en 1910. Los empleados de la planta utilizaron el sistema de tranvía a lo largo de Woodward para ir a trabajar; estas líneas también proporcionaron opciones de transporte a los trabajadores de la planta de ensamblaje afectados por el racionamiento de gas durante la Segunda Guerra Mundial. Durante las décadas de 1950 y 1960, los ingenieros automotrices probaron sus autos en la avenida Woodward entre 8 Mile y Square Lake; la calzada era el único lugar donde se practicaba esta actividad.

### Woodward Dream Cruise

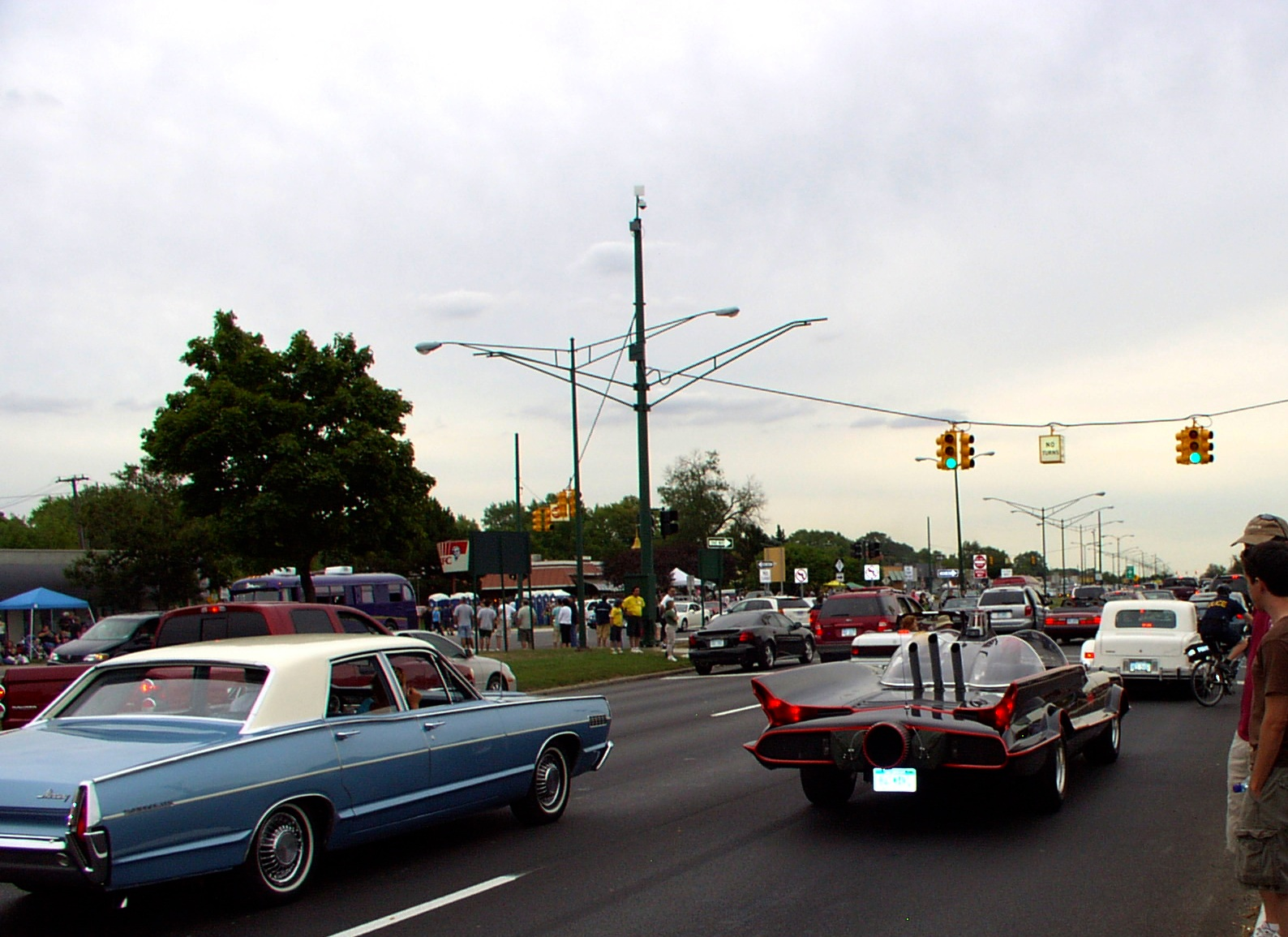
Batimóvil en el Woodward Dream Cruise

Los conductores de carruajes jóvenes corrieron entre sí a lo largo de la avenida Woodward después de que la carretera se convirtió de troncos a tablas en 1848. Hicieron apuestas en los carruajes de los demás mientras corrían de taberna en taberna. En 1958, la calzada se utilizó para carreras callejeras no oficiales con automóviles. La gran anchura, la mediana y las secciones que carecen de una gran presencia comercial atrajeron una reputación para la competencia. Los numerosos autocines, cada uno con su dedicada clientela adolescente local, también fueron populares. Woodward tenía numerosos concesionarios de automóviles y tiendas de accesorios de automóviles en la era del muscle car que completó la fórmula para que los adultos jóvenes corrieran y pasaran el rato en la carretera.
El Woodward Dream Cruise se lleva a cabo en la avenida Woodward entre Pontiac y Ferndale durante agosto de cada año, evocando la nostalgia de las décadas de 1950 y 1960, cuando era común que los conductores jóvenes conndujera sus autos en la avenida Woodward. El evento atrae a grandes multitudes de propietarios y admiradores de automóviles clásicos de todo el mundo al área metropolitana de Detroit en celebración de la historia automotriz de Detroit; se estima que un millón de espectadores asistieron al evento de 2009. El crucero se fundó en 1995 para recaudar fondos para un campo de fútbol en Ferndale. Las ciudades vecinas se unieron y, en 1997, los fabricantes de automóviles y otros proveedores habían comenzado a patrocinar el evento.

## Historia

##### Senderos indios y caminos de tablones
En 1701, las primeras rutas de transporte a través de lo que se convirtió en el estado de Míchigan fueron los lagos, ríos y senderos indios. Uno de ellos, el Saginaw Trail, siguió lo que ahora es la avenida Woodward desde el área de Detroit al norte hasta Saginaw, donde se conecta con el Mackinaw Trail al norte hasta el Estrecho de Mackinac. La ciudad de Detroit estableció 36,6 metros de servidumbre de paso de las principales calles de la ciudad en 1805. Este trazado lo ideó un equipo liderado por Augustus Woodward tras un devastador incendio en Detroit, con un mandato del gobernador territorial para mejorar el plan anterior. Dos de estas calles principales fueron establecidas por el gobierno territorial el 18 de septiembre de 1805, como "vías públicas permanentes, avenidas o carreteras", una de las cuales correría a lo largo de la ruta moderna de la avenida Woodward. Las amplias avenidas, en emulación del plano de las calles de Washington D. C., tenían la intención de hacer que Detroit pareciera el "París del Oeste".
Augustus Woodward fue un juez en el Territorio de Míchigan designado por su amigo, el presidente Thomas Jefferson. También fue coronel de la milicia territorial y presidente de uno de los primeros bancos de Detroit. Woodward nombró la calle por sí mismo, respondiendo caprichosamente a la crítica resultante: "No es así. La avenida se llama Woodward porque corre hacia el bosque, hacia el bosque" ("Not so. The avenue is named Woodward because it runs wood-ward, toward the woods"). Otras propuestas de nombres incluyeron Court House Street o Market Street. Durante un tiempo, una sección se denominó Congress Street, Witherell Street, Saginaw Road o Saginaw Turnpike, con otra sección denominada Pontiac Road. A diferencia de estos otros apodos, la avenida conservó el nombre del juez Woodward.
Detroit se incorporó en 1815, y la carretera inicial para conectar Detroit con Pontiac a lo largo de Saginaw Trail se inició en 1817; se trataba de un camino de troncos construido colocando leños acostados y rellenando los huecos entre ellos con arcilla o arena. La legislatura territorial autorizó una inspección de la carretera a Pontiac el 7 de diciembre de 1818, y la ruta fue aprobada por el gobernador Lewis Cass el 15 de diciembre de 1819, la primera del futuro estado. La Legislatura de Míchigan autorizó la construcción de una carretera de tablones privada con peajes para conectar Detroit con Pontiac en 1848. Para el próximo año, se colocaron tablones de roble de 4,9 m y 7,6 m a lo largo del camino entre las dos comunidades. Los peajes eran de un centavo por milla (0,62 ¢ por km) para los vehículos y de dos centavos por milla (1,2 ¢ por km) para un rebaño de ganado. Los peajes a lo largo de algunos segmentos de la avenida Woodward se mantuvieron vigentes hasta 1908.

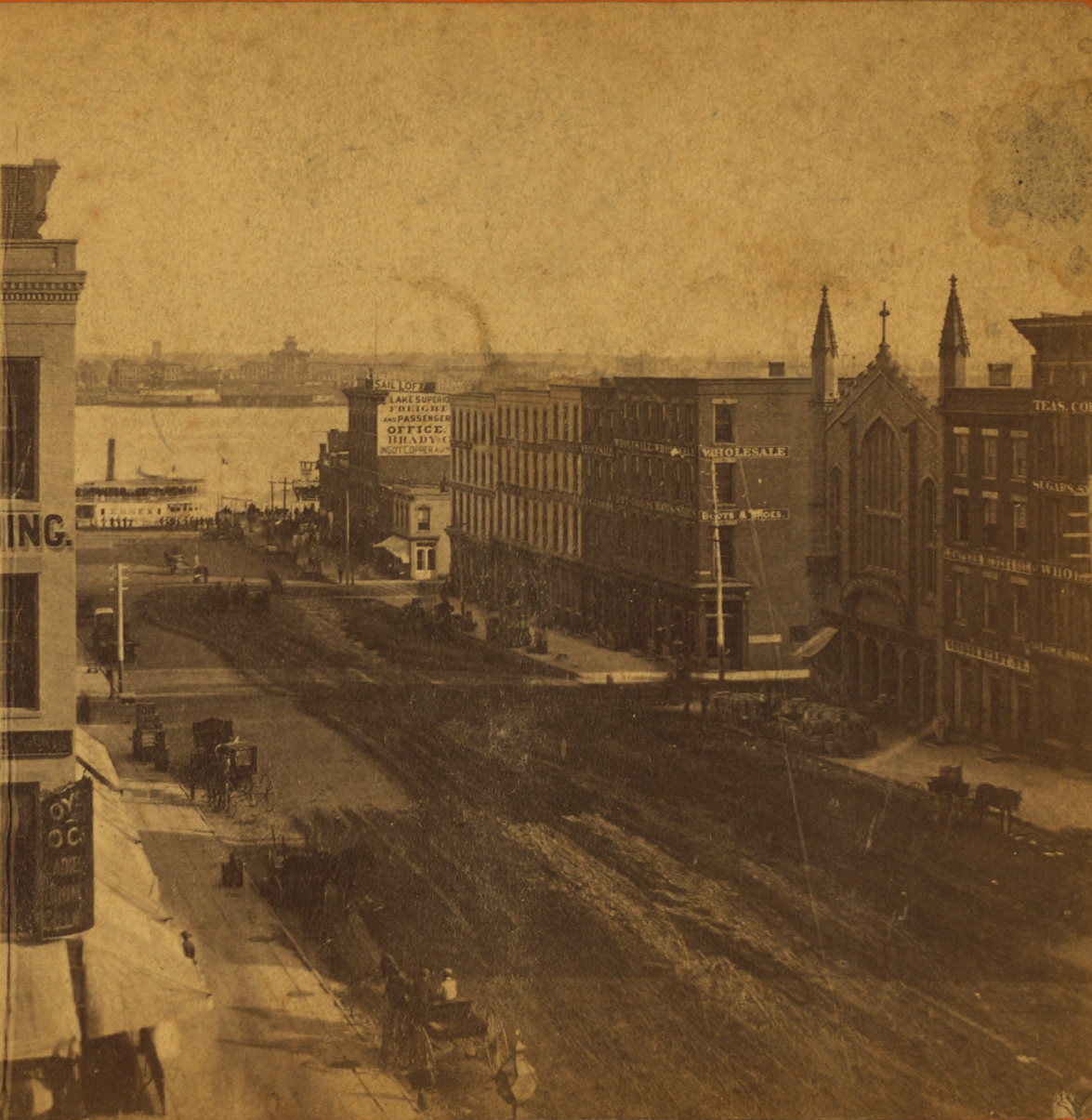
La avenida Woodward, hacia 1875. Al fondo se distngue el río Detroit.

El primer automóvil en Detroit fue conducido por Charles Brady King a lo largo de la avenida Woodward el 3 de marzo de 1896, unas semanas antes de que Henry Ford condujera su primer automóvil en la ciudad. En 1909, la primera milla (1,6 km) de calzada de hormigón en el país se pavimentó entre las cartreras 6 Mile y 7 Mile a un costo de 14.000 dólares (equivalentes a 290.000 dólares en 2019).

### Era de la línea troncal estatal
El 13 de mayo de 1913, la Legislatura creó el sistema de carreteras del estado ; la avenida Woodward se incluyó como parte de "Division 2 ". La longitud total fue pavimentada en 1916. La primera torre para un policía de tránsito en Estados Unidos se instaló en la intersección de las avenidas Woodward y Míchigan el 9 de octubre de 1917; la torre elevó a un oficial de policía por encima del centro de la intersección para dirigir el tráfico antes de que la estructura fuera reemplazada en octubre de 1920 con el primer semáforo de cuatro vías del mundo. El estado señalizó sus carreteras en 1919, y la avenida Woodward recibió la designación M-10. Ese mismo año se aplicaron dos designaciones de senderos automáticos a la avenida. La autopista internacional Theodore Roosevelt se creó en febrero de 1919, y se extiende desde Detroit hacia el norte a lo largo de la avenida Woodward. Más tarde ese año, la autopista Dixie se extendió a través de Detroit hasta el estrecho de Mackinac, siguiendo la ruta del antiguo Saginaw Trail hacia el norte a lo largo de la avenida Woodward.
Desde 1924, la avenida Woodward ha sido sede del Desfile de Acción de Gracias de Estados Unidos, el segundo desfile del Día de Acción de Gracias más antiguo de Estados Unidos. En 1925, la intersección entre la avenida Woodward y State Street era más concurrida que Times Square. El 11 de noviembre de 1926, la Red de Carreteras Federales fue aprobado por la Asociación Estadounidense de Funcionarios de Carreteras Estatales (AASHO); la designación M-10 a lo largo de Woodward fue reemplazada por US 10, un apodo que se extendió desde Detroit hasta Seattle, la ciudad más grande del estado de Washington, en el Noroeste de Estados Unidos.
Las disputas legales sobre un plan para ampliar la avenida Woodward que se remonta a 1874 se resolvieron en 1932. Se necesitaba el permiso de la mayoría de los propietarios a lo largo de la avenida Woodward para finalizar el trato. John W. Chandler, gerente general de la Asociación de Mejoras de la avenida Woodward, se comprometió a no afeitarse la cara hasta que tuviera los permisos necesarios en la mano. Esta resolución permitió ampliar Woodward de 20,1 a 36,6 m. Se quitaron varios edificios para despejar el camino de la calle más ancho, y Iglesia Episcopal de San Juan se movió 18,3 m para evitar la demolición. El trabajo comenzó en 1933 y costó 7,5 millones de dólares (equivalente a 120 millones en 2019) para completar.

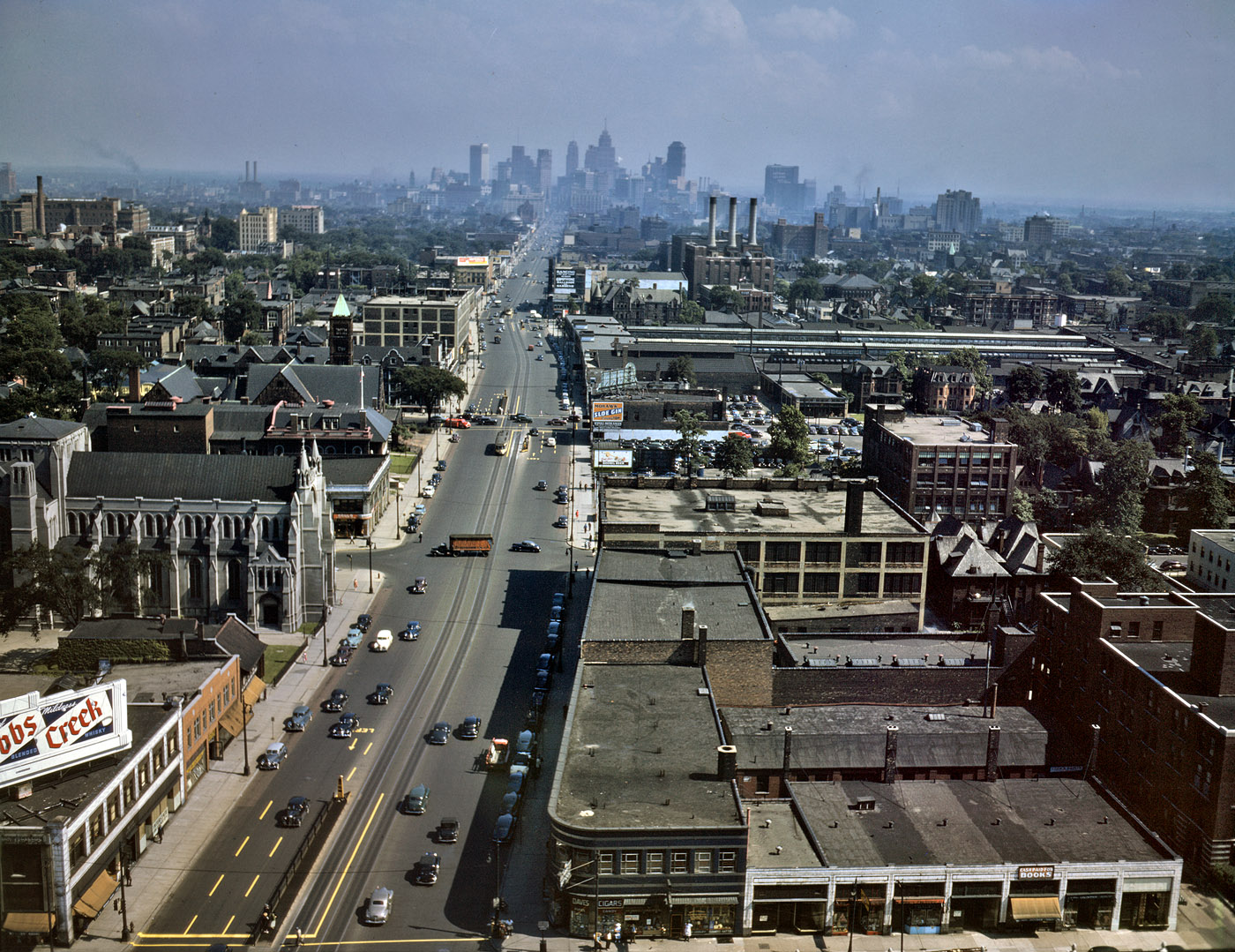
La avenida Woodward desde el Maccabees Building con el skyline de Downtown Detroit en la distancia, julio de 1942. Los rieles del tranvía son visibles en medio de la calle.

Un desvío del centro de Birmingham se abrió en 1939, atrayendo el tráfico lejos de la concurrida intersección de Woodward Avenue-Maple Road. La variante se llamó originalmente Hunter Boulevard. El 6 de septiembre de 1997, Birmingham cambió el nombre de la circunvalación a la avenida Woodward, con la alineación anterior de Woodward firmada como Old Woodward Avenue.
En octubre de 1969, AASHO aprobó un realineamiento de Estados Unidos 10 en el área de Detroit; al año siguiente, la designación se modificó para seguir la autopista Lodge Freeway (lo que ahora es M-10) y la parte de Jefferson Avenue entre Lodge Freeway y Randolph Street (entonces US 25, ahora M-3). La designación M-1 se aplicó a la sección de la avenida Woodward desde Jefferson Avenue en el centro de Detroit hasta Square Lake Road a lo largo de la frontera sur de Pontiac. Woodward, al norte de Square Lake Road, fue designada como ruta comercial tanto de US 10 y I-75. Cuando se detuvo la construcción de US 10 en Bay City en 1986, la parte Bus. US 10 de Woodward se convirtió en Bus. US 24.
A principios de la década de 1980, M-1 se truncó en el centro de Detroit, ya que Woodward Mall fue designado en el área alrededor de Cadillac Square Park. A finales de 2000, MDOT propuso varios traslados por carretera en Detroit. Algunos de estos involucraron la transferencia de las calles de la ciudad en el Campus Martius Park bajo la jurisdicción del departamento al control de la ciudad; otra parte de la propuesta implicó que MDOT asumiera el control sobre una sección de la avenida Woodward desde Adams Avenue hacia el sur hasta Grand River Avenue. Estas transferencias se completaron el año siguiente. En 2004, la terminal sur se trasladó al norte tres cuadras hasta Adams Avenue. En junio de 2017, la cuadra más al sur de la avenida Woodward al sur de Larned Street se cerró a los automóviles para crear una plaza peatonal temporal. Este cierre se hizo permanente el mes de noviembre siguiente.

### Tranvías y otros medios de transporte público

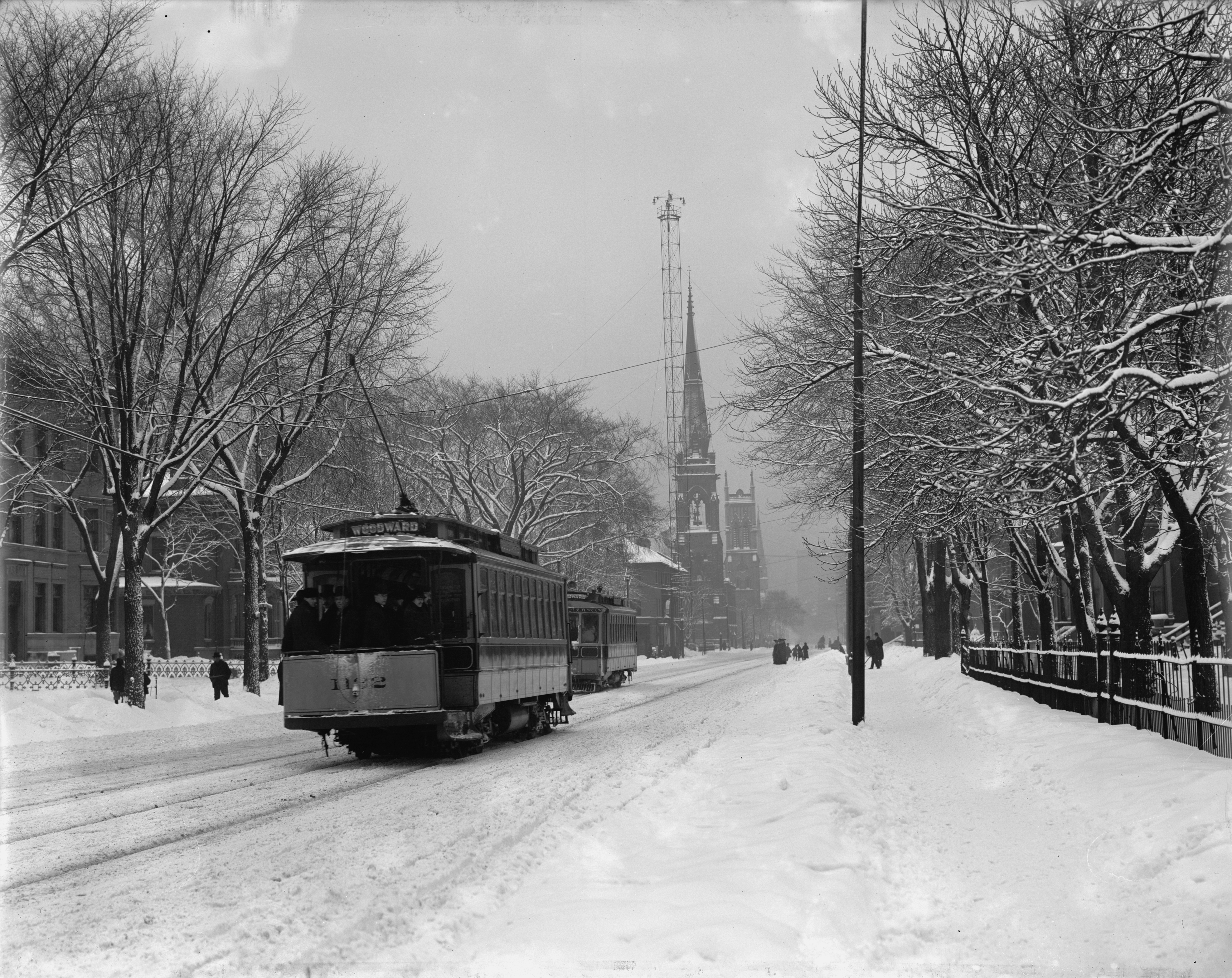
Tranvía en la avenida Woodward durante el invierno entre 1900 y 1910. Al fondo se ven las torres de la iglesias Bautista (demolida), Episcopal de San Juan y Metodista Unida Central.

El 27 de agosto de 1863, la Detroit City Railway Company (DCRC) estableció un servicio de tranvía a lo largo de Woodward desde Jefferson hasta las avenidas Adams. La compañía fue formada por inversionistas de Syracuse, en el estado de Nueva York, a principios de ese año. Más tarde, el 18 de septiembre de 1886, se agregó una línea electrificada separada, Highland Park Railway, que corría a lo largo de la avenida Woodward a través de Highland Park. A mediados de diciembre de 1893, el DCRC electrificó la línea principal de tranvías. En 1901, las distintas líneas de la ciudad se consolidaron como Detroit United Railway.
Detroit tomó el control del Ferrocarril Unificado de Detroit el 15 de mayo de 1922; posteriormente, el sistema de tranvías se convirtió en el Departamento de Transporte de Detroit.  Tras el cambio de control, la ciudad también formó la Comisión de Tránsito Rápido de Detroit para construir un sistema de metro. Las primeras propuestas incluían una estación debajo de la avenida Woodward junto al Ayuntamiento de Detroit. En 1926, un sistema de cuatro líneas que abarcaba 75,6 km de líneas se propuso a un costo de 280 millones de dólares(equivalente a 3290 millones en 2019). En 1929, los planes se redujeron aún más ante las difíciles condiciones económicas locales; el plan presentado a los votantes incluía una línea de 21,4 km que interconecta con el sistema de tranvías de la ciudad a través de dos 4 km de túneles de tranvías. La propuesta de bonos fracasó por un margen de 2,5 a 1 ese año, matando cualquier propuesta para un sistema de metro de Detroit.
El sistema de tranvías, como los de otras ciudades de Estados Unidos, Cayó en declive después de la Segunda Guerra Mundial. A diferencia de la conspiración de los tranvías que se alega en otras ciudades, el declive del sistema de propiedad pública de Detroit se relacionó con una multitud de factores diferentes. El aumento del gasto en carreteras benefició a las líneas de autobuses de la competencia, y los cambios de zonificación, junto con la construcción de autopistas, trasladaron a la población de la ciudad a áreas alejadas de las líneas de tranvía más antiguas. A principios de la década de 1950, varias líneas se convirtieron en autobuses después de las huelgas laborales y otras líneas se eliminaron por completo. El 8 de abril de 1956 se celebró un desfile cuando los últimos tranvías dejaron de circular por Avenida Woodward y Detroit; los autos restantes se enviaron a la Ciudad de México.

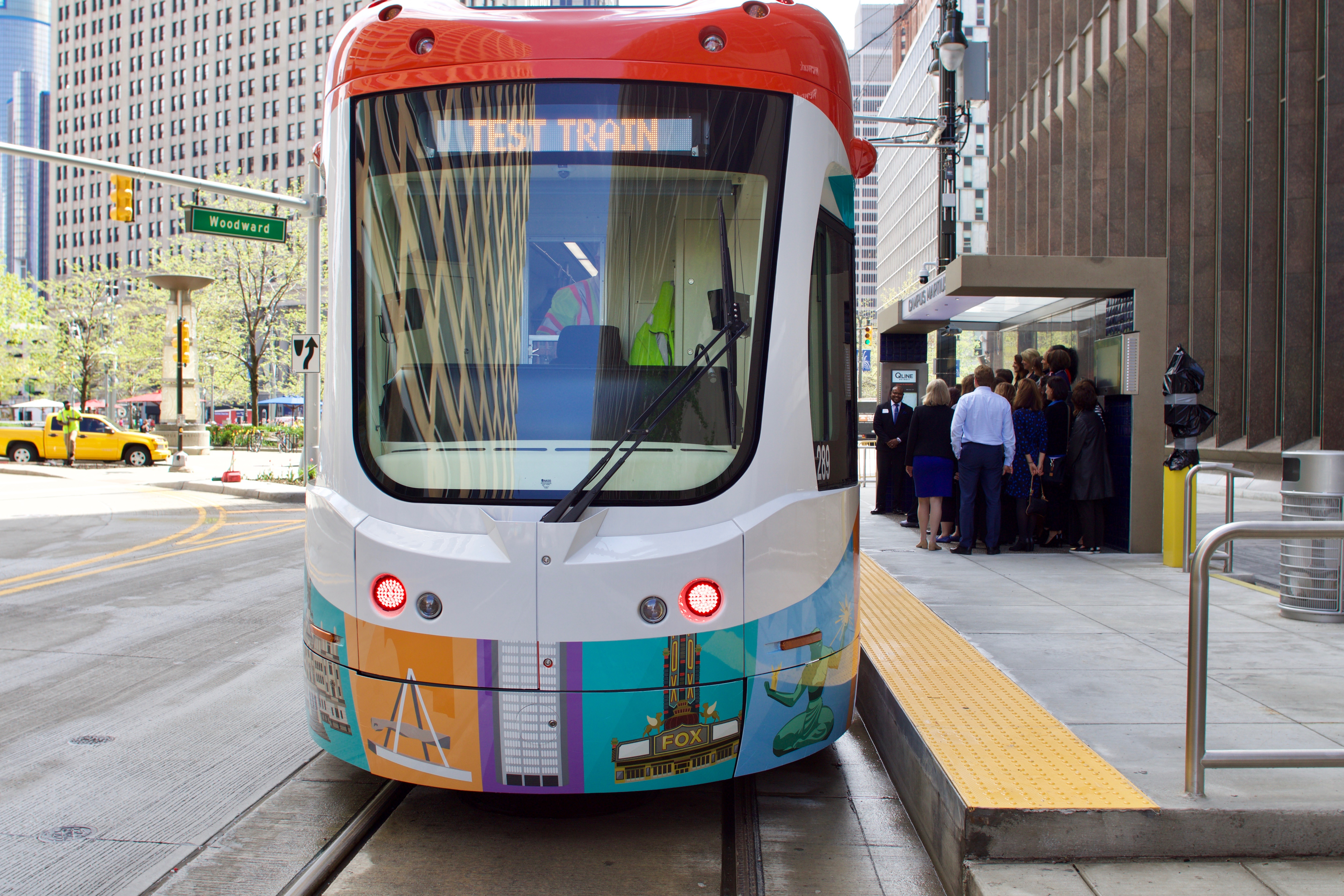
Tranvía QLine en el Campus Martius Park

En la primera década del siglo XXI, las empresas locales y los funcionarios del gobierno propusieron dos proyectos para agregar tranvías modernos a la M-1, una extensión de aproximadamente 14,5 km desde el centro de tránsito en la avenida Míchigan norte hasta el recinto ferial estatal, o una línea de 5,5 km línea en el centro de la ciudad solamente. Las sugerencias para unificar los dos planes se hicieron a finales de 2008, y el Ayuntamiento de Detroit aprobó la venta de 125 millones de dólares en bonos el 11 de abril de 2011, para el sistema más largo. A través de varias aprobaciones en 2011, y cambios posteriores, incluido un sistema de autobús de tránsito rápido con un carril exclusivo para autobuses la avenida Woodward. Los inversionistas privados que apoyaron la línea más corta de tres millas hasta New Center continuaron desarrollando ese proyecto.
El 28 de julio de 2014, comenzó la construcción de una línea de tranvía que se extenderá desde el centro de Detroit hasta Grand Boulevard en New Center. La línea debía tener 20 estaciones diferentes con 12 paradas, y la mayoría de las estaciones en la acera a ambos lados de la avenida Woodward iban hacia la parte alta o hacia el centro. La línea tendrá estaciones de carreteras centrales en los extremos norte y sur del sistema. Denominado QLine en 2016, el sistema se inauguró en mayo de 2017. El último vagón del sistema de tranvías anterior de Detroit tenía el número 286, por lo que los planificadores numeraron los vagones de la nueva línea 287-292 para continuar donde lo había dejado la serie de números anterior.